# 张塘铁路
张塘铁路又称为张塘线、丰城支线，是沪昆铁路于樟树市的张家山站西往北引出的一条支线，途径樟树市、高安市和丰城市，在高安市和丰城市边界处由北向东进入丰城市最终到达丰城市的上塘镇。上塘镇附近为丰城矿务局的煤田，因此张塘铁路是为丰城矿务局服务的支线铁路。
另外，通向英岗岭矿务局的八建铁路也在高安市和丰城市边界接入此线。